# Кастрікюм
Кастрікюм (нід. Castricum, нід. вимова: [ˈkɑstrikʏm] ( прослухати)) — місто і муніципалітет у Нідерландах, у провінції Північна Голландія. Розташоване на узбережжі Північного моря.

## Населені пункти муніципалітету
Міста
- Кастрікюм

Села
- Акерслот
- Баккюм
- Баккюм-Норд
- Де-Вауде
- Дюсселдорп
- Кастрікюм-ан-Зе
- Ліммен

## Визначні уродженці
- Тен Копмейнерс (нар. 1998) — нідерландський футболіст